# 헤드폰

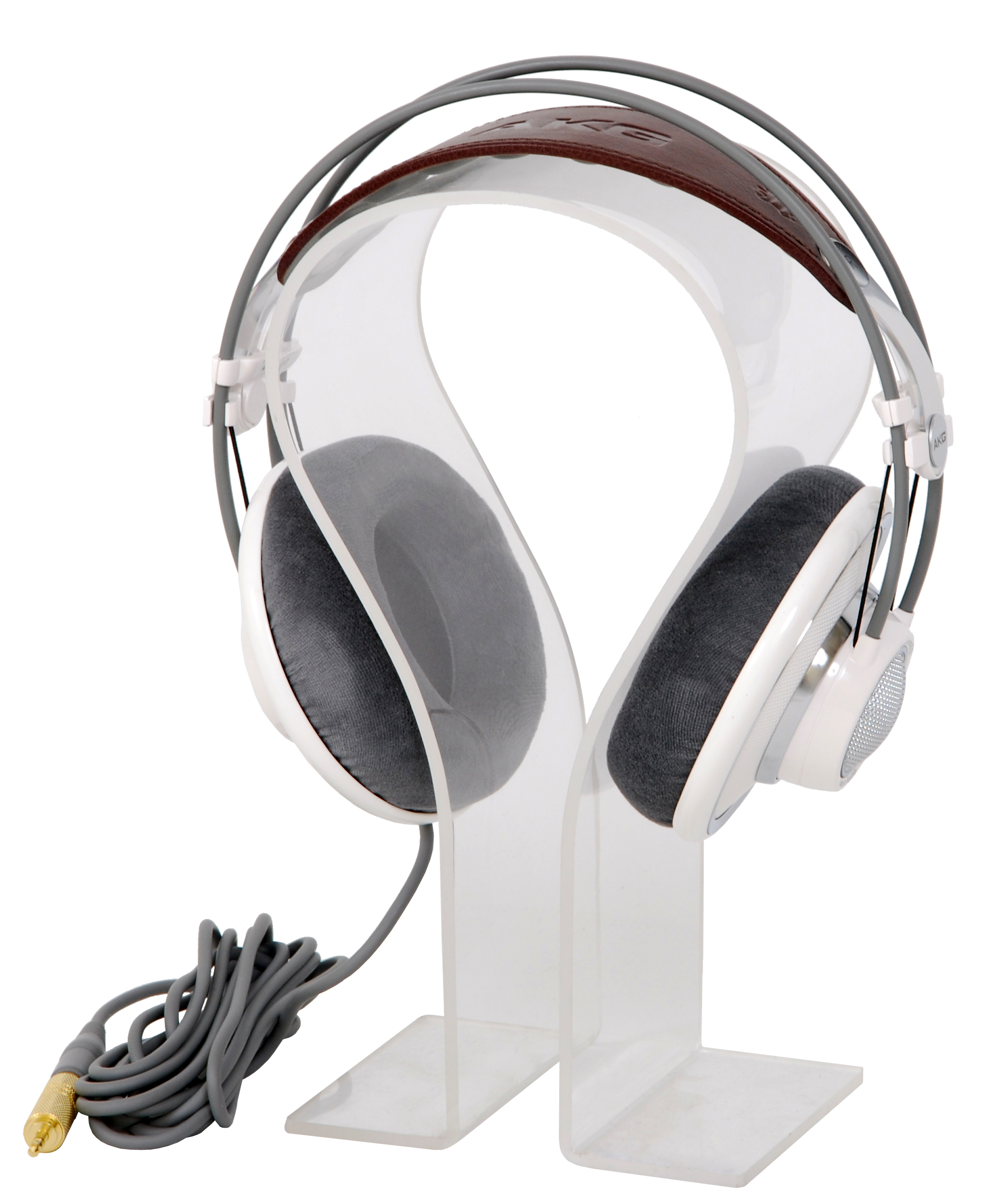
스탠드에 놓인 헤드폰

헤드폰(headphones)은 사용자의 귀 위나 주변에 착용하는 한 쌍의 작은 스피커 드라이버이다. 이는 전기음향 트랜스듀서로, 전기 신호를 해당 소리로 변환한다. 헤드폰은 근처에 있는 누구든 들을 수 있도록 소리를 공기 중으로 방출하는 스피커와는 달리, 한 명의 사용자가 오디오 소스를 개인적으로 들을 수 있게 한다. 헤드폰은 또한 이어폰(earphones) 또는 구어적으로 캔즈라고도 불린다. 귀를 덮는 형태(circumaural)와 귀 위에 얹는 형태(supra-aural)의 헤드폰은 드라이버를 제자리에 고정하기 위해 머리 위로 밴드를 사용한다. 이어버드 또는 이어피스로 알려진 다른 유형은 사용자의 바깥귀길에 삽입하는 개별 유닛으로 구성된다. 이 범주 내에서는 무선 기술을 사용하는 무선 에어버드가 개발되었다. 세 번째 유형은 골전도 헤드폰으로, 일반적으로 머리 뒤쪽을 감싸고 바깥귀길 앞에 놓여 귀도(ear canal)를 개방 상태로 유지한다. 통신 분야에서 헤드셋은 헤드폰과 마이크로폰의 조합이다.
헤드폰은 오디오 앰프, 라디오, CD 플레이어, 포터블 미디어 플레이어, 휴대 전화, 비디오 게임 콘솔, 또는 전자 악기와 같은 신호원에 유선으로 직접 연결되거나, 블루투스, DECT, FM 라디오와 같은 무선 기술을 사용하여 연결된다. 최초의 헤드폰은 19세기 후반 전화교환원이 양손을 자유롭게 사용하기 위해 개발되었다. 처음에는 오디오 품질이 좋지 않았으나, 고음질 헤드폰의 발명으로 한 단계 발전했다.
헤드폰은 다양한 오디오 재생 품질을 보여준다. 전화 사용을 위해 설계된 헤드셋은 오디오파일의 음악 감상을 위해 설계된 고가 장치의 고음질 사운드를 재현하지 못한다. 케이블을 사용하는 헤드폰은 일반적으로 1⁄4 인치 (6.4 mm) 또는 1⁄8 인치 (3.2 mm) 폰 잭을 사용하여 헤드폰을 오디오 소스에 연결한다. 일부 헤드폰은 블루투스 연결을 사용하여 휴대폰 및 디지털 플레이어와 같은 소스 장치에서 전파로 오디오 신호를 수신한다. 1980년대부터 시작된 워크맨 효과로 인해, 헤드폰은 보도, 식료품점, 대중교통과 같은 공공장소에서 사용되기 시작했다. 헤드폰은 오디오 엔지니어가 라이브 콘서트나 녹음을 위해 소리를 믹싱하거나, 디스크 자키 (DJ)가 청중에게 들리지 않게 다음 곡을 준비할 때, 항공기 조종사 및 콜 센터 직원과 같은 다양한 전문 분야에서도 사용된다. 이 마지막 두 유형의 직원은 마이크가 통합된 헤드폰을 사용한다.

## 역사

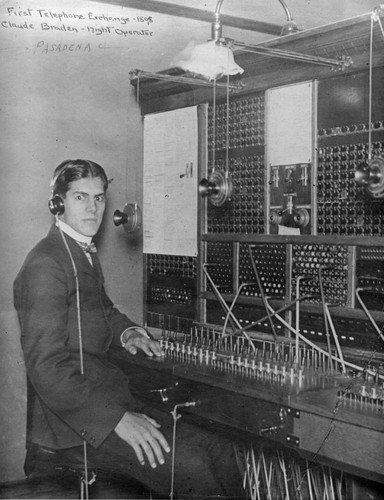
전화교환원이 헤드폰 형태의 단일 수화기를 사용하고 있는 모습, 1898년

헤드폰은 전화를 조작할 때 양손을 자유롭게 사용할 필요성에서 발전했다. 1880년대, 전화 발명 직후, 전화 교환원들은 수화기를 장착하기 위해 머리에 쓰는 장치를 사용하기 시작했다. 수화기는 귀 옆에 고정하는 클램프를 통해 머리에 장착되었다. 이 헤드 마운트는 전화 교환원의 손을 자유롭게 하여, 그들이 전화 발신자와 수신자의 전선을 쉽게 연결할 수 있도록 했다. 단일 형태의 머리 장착형 수화기는 헤드폰이라고 불렸다. 이 머리 장착형 수화기는 현대 헤드폰과는 달리 하나의 이어피스만 가지고 있었다.
1890년대에는 영국 회사인 일렉트로폰에서 두 개의 이어피스를 가진 청취 장치를 개발했다. 이 장치는 전화선을 통해 청취 시스템을 구축하여 고객이 런던 전역의 극장 및 오페라 하우스에서 라이브 공연 피드를 연결할 수 있도록 했다. 이 서비스의 가입자들은 턱 아래에서 연결되고 긴 막대로 고정되는 거대한 이어폰 한 쌍을 통해 공연을 들을 수 있었다.
프랑스 엔지니어 에르네스트 메르카디에는 1891년 인이어 헤드폰 세트에 대한 특허를 받았다. 이 시기에 독일 회사인 지멘스 브라더스도 귀 밖에 착용하는 두 개의 이어피스를 가진 전화 교환원용 헤드피스를 판매했다. 지멘스 브라더스의 헤드피스는 현대 헤드폰과 비슷하게 생겼다. 전화 교환원들이 사용하던 대부분의 헤드기어는 여전히 하나의 이어피스만 가지고 있었다.

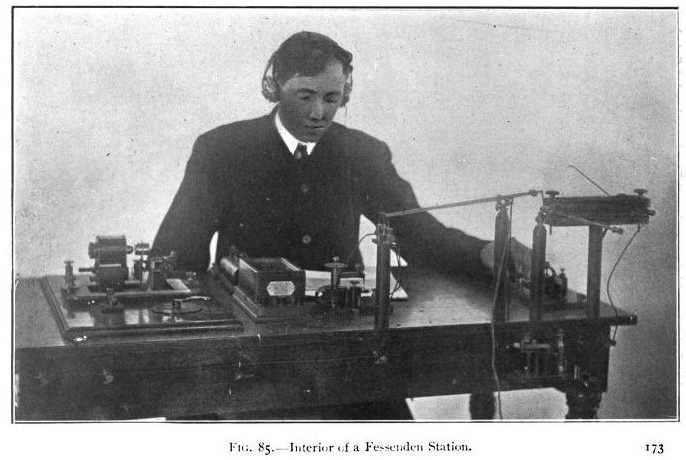
무선 전신 기술자 레지널드 페센든이 두 개의 헤드폰 형태의 수화기를 사용하고 있는 모습, 1906년

헤드폰은 무선 전신이라는 새로운 분야에서 등장했으며, 이는 라디오 방송의 초기 단계였다. 일부 초기 무선 전신 개발자들은 무선 수신 회로의 전기 신호를 감지하기 위해 전화 수화기의 스피커를 사용하기로 선택했다. 1902년까지 리 디포리스트와 같은 무선 전신 혁신가들은 수신 회로의 신호를 듣기 위해 두 개의 헤드 마운트 전화 수화기를 함께 사용하고 있었다. 이 두 개의 헤드 마운트 전화 수화기는 단수 형태로 헤드 텔레폰스라고 불렸다. 1908년까지 이 헤드피스는 간단히 헤드폰스라고 쓰이기 시작했으며, 1년 후에는 복합어 헤드폰이 사용되기 시작했다.

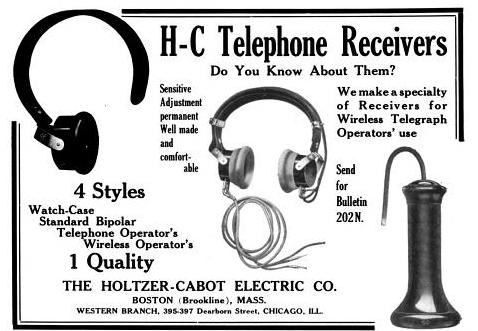
홀처-캐벗 전화 교환원 헤드 리시버, 무선 교환원 리시버, 전화 리시버, 1909년

무선 교환원용 헤드폰을 최초로 제작한 회사 중 하나는 1909년의 홀처-캐벗 컴퍼니였다. 이들은 또한 전화 교환원용 헤드 수화기와 가정용 일반 전화 수화기를 제작했다. 헤드폰의 또 다른 초기 제조업자는 내서니얼 볼드윈이었다. 그는 미국 해군에 헤드셋을 공급한 최초의 주요 공급업자였다. 1910년, 주일 예배 중 설교를 듣지 못하는 답답함에 동기를 부여받아 그는 전화 헤드셋의 시제품을 발명했다. 그는 이를 해군에 시험용으로 제공했고, 해군은 즉시 100개를 주문했다. 볼드윈 라디오 컴퍼니와 제휴한 와이어리스 스페셜티 어패러터스 컴퍼니는 주문을 이행하기 위해 유타에 제조 시설을 설립했다. 이 초기 헤드폰들은 움직이는 철 드라이버를 사용했으며, 단일 단자 또는 균형 잡힌 전기자를 가졌다. 일반적인 단일 단자 유형은 영구 자석의 극 주변에 감긴 음성 코일을 사용했으며, 이는 유연한 강철 진동판에 가깝게 배치되었다. 코일을 통과하는 오디오 전류는 자석의 자기장을 변화시켜 진동판에 다양한 힘을 가하여 진동하게 만들고, 소리 파동을 생성했다. 높은 감도가 요구되었기 때문에 감쇠가 사용되지 않아 진동판의 주파수 응답은 공명으로 인해 큰 피크를 가졌고, 이는 좋지 않은 음질로 이어졌다. 이 초기 모델들은 패딩이 부족하여 장시간 착용하기 불편한 경우가 많았다. 이들의 임피던스는 다양했다. 전신 및 전화 작업에 사용된 헤드폰의 임피던스는 75 옴이었다. 초기 무선 라디오에 사용된 헤드폰은 감도를 높이기 위해 더 많은 횟수의 가는 선을 감았다. 1,000에서 2,000옴의 임피던스가 일반적이었고, 이는 크리스탈 세트와 3극 진공관 수신기에 모두 적합했다. 1919년경 브랜데스가 제조한 것과 같은 일부 매우 민감한 헤드폰은 초기 라디오 작업에 일반적으로 사용되었다.
1958년, 밀워키 출신의 오디오 애호가이자 재즈 음악가인 존 C. 코스는 최초의 스테레오 헤드폰을 제작했다.
사용자의 바깥귀길에 삽입되는 작은 이어버드형 이어피스는 보청기를 위해 처음 개발되었다. 이들은 1954년 리젠시 TR-1의 도입과 함께 상업적으로 등장한 트랜지스터 라디오와 함께 널리 사용되었다. 역사상 가장 인기 있는 오디오 장치인 트랜지스터 라디오는 사람들이 어디서든 라디오를 들을 수 있게 하면서 청취 습관을 변화시켰다. 이어버드는 소리를 내기 위해 움직이는 철 드라이버나 압전 결정을 사용한다. 오늘날 휴대용 기기에서 가장 일반적으로 사용되는 3.5mm 라디오 및 폰 커넥터는 1964년에 출시된 소니 EFM-117J 트랜지스터 라디오 이후로 사용되어 왔다. 이 커넥터의 인기는 1979년 워크맨 휴대용 카세트 플레이어에서 사용되면서 더욱 강화되었다.

## 응용

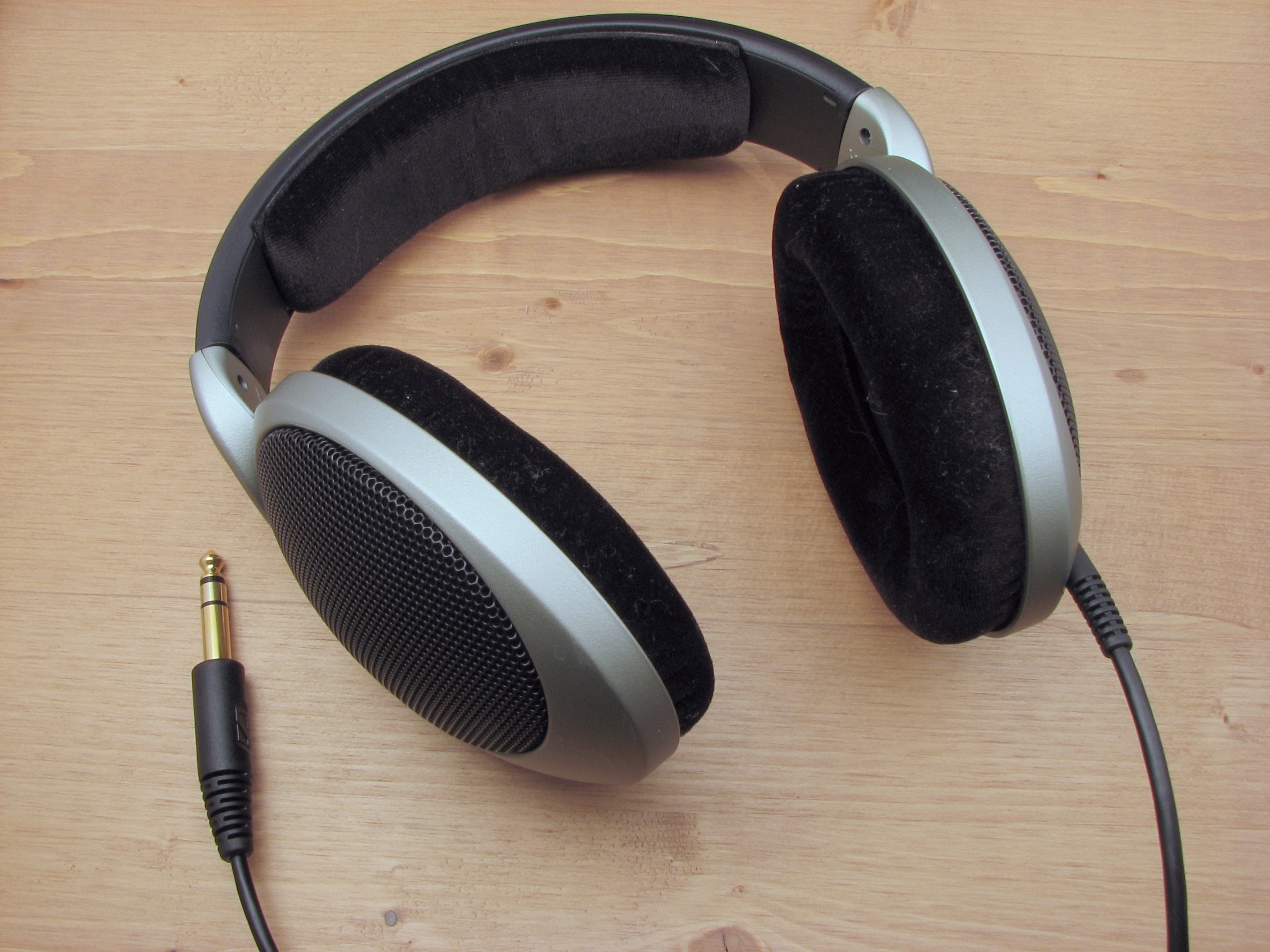
젠하이저 HD 555 헤드폰, 오디오 제작 환경에서 사용됨 (2007)

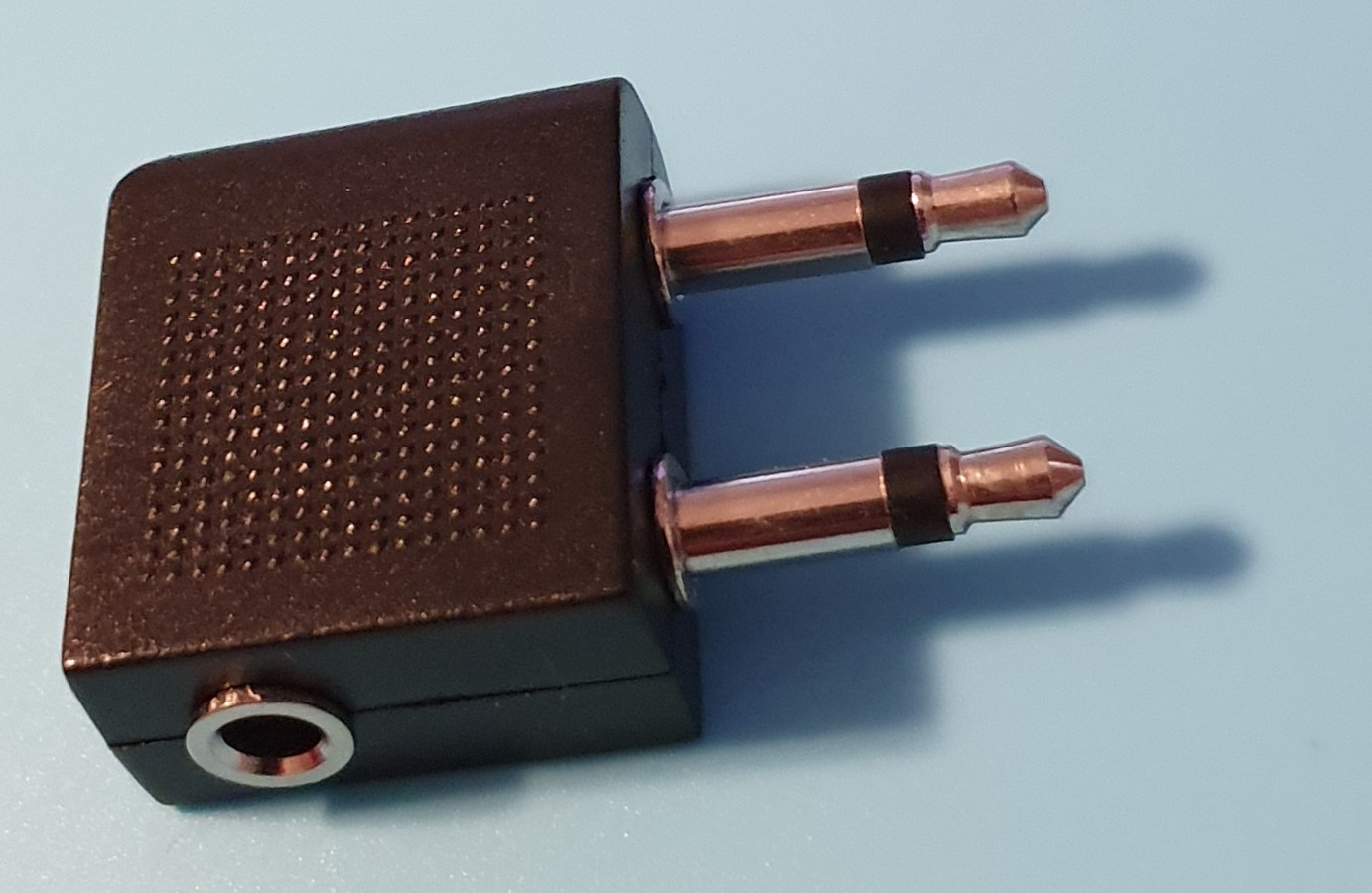
이 어댑터를 사용하면 항공기 승객이 표준 3.5mm 스테레오 헤드폰을 당시 항공기에서 흔히 사용되던 트윈 모노 잭에 연결하여 항공사에서 헤드폰을 구입할 필요가 없었다.

유선 헤드폰은 헤드폰 잭으로 연결된 케이블을 사용하여 정지형 CD 및 DVD 플레이어, 홈 시어터, 개인용 컴퓨터, 또는 휴대용 장치 (예: 디지털 오디오 플레이어, 휴대 전화)와 함께 사용할 수 있다. 무선 헤드폰은 케이블로 소스에 연결되지 않는다. 대신, FM, 블루투스, Wi-Fi와 같은 무선 또는 적외선 전송 링크를 사용하여 인코딩된 전파 또는 적외선 신호를 수신한다. 이들은 배터리 구동식 수신기 시스템이며, 헤드폰은 그 구성 요소 중 하나에 불과하다. 무선 헤드폰은 사일런트 디스코와 같은 행사에서 사용된다.
프로페셔널 오디오 분야에서 헤드폰은 디스크 자키(DJ)가 DJ 믹서와 함께 라이브 상황에서 사용하며, 사운드 엔지니어는 신호 소스를 모니터링하는 데 사용한다. 라디오 스튜디오에서 DJ는 스피커를 끄고 마이크에 대고 말할 때 음향 피드백을 피하면서 자신의 목소리를 모니터링하기 위해 한 쌍의 헤드폰을 사용한다. 스튜디오 녹음에서 음악가와 가수는 백킹 트랙이나 밴드에 맞춰 연주하거나 노래하기 위해 헤드폰을 사용한다. 군사 응용 분야에서는 다양한 오디오 신호가 헤드폰을 사용하여 모니터링된다.
유선 헤드폰은 케이블로 오디오 소스에 연결된다. 가장 일반적인 커넥터는 6.35mm (1⁄4 인치) 및 3.5mm (1⁄8 인치) 폰 커넥터이다. 더 큰 6.35mm 커넥터는 고정 위치 가정용 또는 전문가용 장비에서 더 흔하다. 3.5mm 커넥터는 휴대용 응용 분야에서 가장 널리 사용되는 커넥터로 남아 있다. 6.35mm와 3.5mm 커넥터 사이를 변환하는 어댑터를 사용할 수 있다.
능동 구성 요소로서 무선 헤드폰은 배터리, 충전 컨트롤러, 오디오 앰프, 무선 트랜시버와 같은 내부 하드웨어의 필요성 때문에 더 비싼 경향이 있는 반면, 유선 헤드폰은 수동 구성 요소이며, 트랜스듀서는 연결된 오디오 소스에 의해 구동된다.

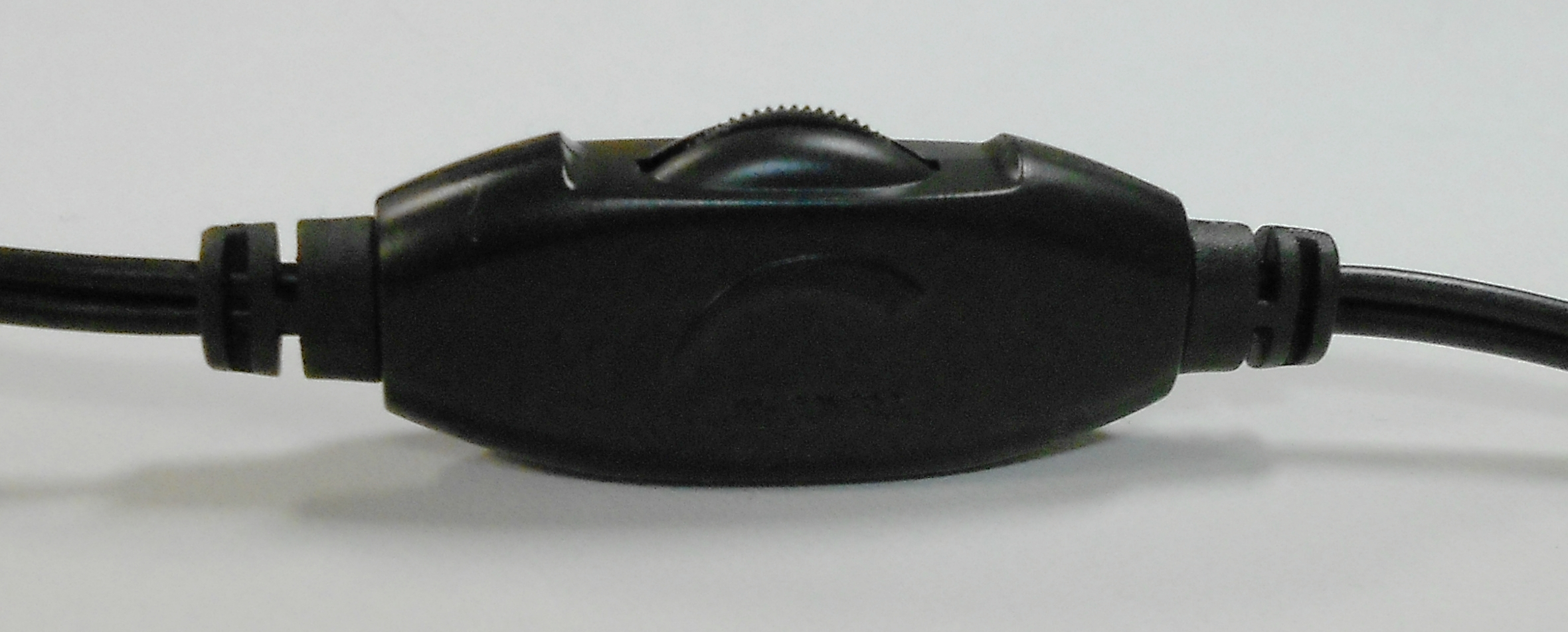
볼륨 조절을 위한 전위차계가 통합된 헤드폰 코드

유선 헤드폰에는 끝에 플러그가 있는 분리 불가능한 케이블이나 헤드폰에 소켓이 있고 분리 가능한 수-수 케이블이 장착될 수 있다. 외부 오디오 스플리터를 사용하여 병렬 회로로 다른 유선 헤드폰을 연결할 수 있으며, 이는 오디오 신호를 분할하여 다른 참가자와 공유한다. 일부 헤드폰 코드에는 볼륨 조절을 위한 전위차계가 장착되어 있다.

### 청력 측정 테스트 응용
특별히 설계된 다양한 종류의 헤드폰 또는 이어폰은 청각학 분야에서 청력 역치를 설정하고, 청력 손실을 의학적으로 진단하며, 다른 청력 관련 질병을 식별하고, 직업 청력 보존 프로그램에서 청력 상태를 모니터링하는 데 사용된다. 특정 모델의 헤드폰은 교정의 용이성과 테스트 시설 간의 결과 비교 능력 때문에 표준으로 채택되었다.
귀 위에 얹는 형태의 헤드폰은 역사적으로 청각학에서 가장 일반적으로 사용되었는데, 이는 교정하기 가장 쉽고 수년간 표준으로 간주되었기 때문이다. 일반적으로 사용되는 모델은 Telephonics Dynamic Headphone (TDH) 39, TDH-49, TDH-50이다. 오늘날 귀 안에 삽입하는 형태의 이어폰이 더 일반적으로 사용되는데, 이는 더 높은 수준의 양이간 감쇠를 제공하고, 6,000Hz와 8,000Hz를 테스트할 때 변동성을 줄이며, 귀도가 붕괴되어 발생하는 테스트 문제를 피할 수 있기 때문이다. 일반적으로 사용되는 삽입형 이어폰 모델은 Etymotic Research ER-3A이다. 귀를 덮는 형태의 이어폰도 확장된 고주파수 범위(8,000Hz ~ 20,000kHz)에서 청력 역치를 설정하는 데 사용된다. Etymotic Research ER-2A 삽입형 이어폰과 함께, 젠하이저 HDA300 및 Koss HV/1A 귀를 덮는 형태의 이어폰은 ANSI 표준에 명시된 확장된 고주파수 범위에 대한 기준 등가 역치 음압 수준 값을 가진 유일한 모델이다.
청력계와 헤드폰은 함께 교정되어야 한다. 교정 과정에서 청력계에서 헤드폰으로 출력되는 신호는 사운드 레벨 미터로 측정되어, 음압 레벨 및 주파수에 대한 청력계의 판독값과 신호가 정확한지 확인한다. 교정은 이어폰을 음향 결합기에 넣은 상태에서 이루어지는데, 이는 바깥 귀의 전달 함수를 모방하도록 고안되었다. 초기 청력계 교정 과정에서 특정 헤드폰이 사용되었으므로, 같은 제조사 및 모델이라 할지라도 다른 헤드폰 세트로 교체할 수 없다.

## 전기적 특성
다이내믹 스피커의 전기적 특성은 헤드폰에 쉽게 적용될 수 있는데, 대부분의 헤드폰이 작은 다이내믹 스피커이기 때문이다.

### 온저항
헤드폰은 높거나 낮은 임피던스로 제공된다 (일반적으로 1kHz에서 측정됨). 저임피던스 헤드폰은 16~32옴 범위이며, 고임피던스 헤드폰은 약 100~600옴이다. 헤드폰의 임피던스가 증가할수록 이를 구동하는 데 더 많은 전압 (특정 전류에서)이 필요하며, 특정 전압에서 헤드폰의 음량은 감소한다. 최근 몇 년 동안, 새로운 헤드폰의 임피던스는 배터리 구동 CMOS 기반 휴대용 전자기기에서 사용할 수 있는 더 낮은 전압에 맞추기 위해 일반적으로 감소했다. 이로 인해 헤드폰은 배터리 구동 전자기기에 의해 더 효율적으로 구동될 수 있게 되었다. 결과적으로, 새로운 앰프는 상대적으로 낮은 출력 임피던스를 가진 설계에 기반한다.
헤드폰의 임피던스는 앰프의 출력 제한 때문에 중요하다. 현대의 헤드폰은 앰프에 의해 구동되며, 저임피던스 헤드폰은 더 큰 부하를 나타낸다. 앰프는 이상적이지 않다; 그들 또한 공급할 수 있는 전력량을 제한하는 약간의 출력 임피던스를 가지고 있다. 균일한 주파수 응답, 적절한 감쇠 계수, 그리고 왜곡 없는 소리를 보장하기 위해, 앰프는 구동하는 헤드폰 임피던스의 1/8 미만의 출력 임피던스를 가져야 한다 (이상적으로는 가능한 한 낮아야 한다). 출력 임피던스가 헤드폰 임피던스에 비해 크면, 훨씬 더 높은 왜곡이 발생한다. 따라서 저임피던스 헤드폰은 더 큰 소리와 더 효율적인 경향이 있지만, 더 유능한 앰프를 요구한다. 고임피던스 헤드폰은 앰프의 제한에 더 관대하지만, 특정 출력 레벨에서 볼륨이 적게 나온다.
역사적으로, 많은 헤드폰은 상대적으로 높은 임피던스(종종 500옴 이상)를 가졌으며, 이는 고임피던스 진공관 앰프와 잘 작동하기 위함이었다. 대조적으로, 현대의 트랜지스터 앰프는 매우 낮은 출력 임피던스를 가질 수 있어 저임피던스 헤드폰을 구동할 수 있다. 이는 오래된 오디오 앰프나 스테레오가 일부 현대의 저임피던스 헤드폰에서 종종 좋지 않은 품질의 출력을 생성한다는 것을 의미한다. 이 경우, 외부 헤드폰 앰프가 유용할 수 있다.

### 감도
감도는 이어폰이 들어오는 전기 신호를 가청 소리로 얼마나 효과적으로 변환하는지를 측정하는 값이다. 따라서 특정 전기 구동 레벨에서 헤드폰의 음량이 얼마나 큰지를 나타낸다. 이는 밀리와트당 음압 수준 데시벨(dB (SPL)/mW) 또는 볼트당 음압 수준 데시벨(dB (SPL) / V)로 측정될 수 있다. 두 정의 모두 널리 사용되며, 종종 상호 교환적으로 사용된다. 헤드폰 앰프의 출력 전압 (전력은 아님)은 대부분의 일반적인 헤드폰에서 본질적으로 일정하므로, 옴의 법칙을 사용하여 dB/mW를 dB/V로 변환하는 것이 종종 더 유용하다:
{\displaystyle \mathrm {dB(SPL)} /\mathrm {V} =\mathrm {dB(SPL)} /\mathrm {mW} -10\cdot \log _{10}{\frac {\mathrm {Impedance} }{1000}}}
볼트당 감도를 알면, 헤드폰의 최대 볼륨을 최대 앰프 출력 전압으로부터 쉽게 계산할 수 있다. 예를 들어, 100dB (SPL)/V의 감도를 가진 헤드폰의 경우, 1 제곱평균제곱근 (RMS) 전압의 출력을 가진 앰프는 최대 볼륨 100dB를 생성한다.
고감도 헤드폰을 파워 앰프와 함께 사용하면 위험할 정도로 높은 볼륨을 생성하여 헤드폰을 손상시킬 수 있다. 최대 음압 레벨은 개인적인 선호의 문제로, 일부 출처에서는 110~120dB를 넘지 않도록 권장한다. 대조적으로, 미국 산업안전보건청은 장기적인 청력 손실을 피하기 위해 평균 SPL이 85 dB(A)를 넘지 않도록 권장하며, 유럽 연합 표준 EN 50332-1:2013은 85dB(A) 이상의 볼륨에 경고를 포함하고, 우발적인 청력 손상을 피하기 위해 절대 최대 볼륨(40~4,000Hz 노이즈를 사용하여 정의됨)이 100dB를 넘지 않도록 권장한다. 이 표준을 사용하여, 90, 100, 110dB (SPL)/V의 감도를 가진 헤드폰은 청력 손상 위험을 줄이기 위해 최대 볼륨 설정에서 각각 3.162, 1.0, 0.3162 RMS 볼트를 넘지 않는 앰프에 의해 구동되어야 한다.
헤드폰의 감도는 일반적으로 약 80~125 dB/mW 사이이며, 보통 1 kHz에서 측정된다.

## 사양
헤드폰 크기는 충실도와 휴대성 사이의 균형에 영향을 미칠 수 있다. 일반적으로 헤드폰 폼 팩터는 귀를 덮는 형태(circumaural), 귀 위에 얹는 형태(supra-aural), 이어버드, 인이어의 네 가지 범주로 나눌 수 있다.

### 연결성

#### 유선
유선 헤드폰은 일반적으로 헤드폰 잭으로 연결된 케이블을 사용하여 소스 장치에 직접 전기적으로 연결된다.

#### 무선
현대의 무선 또는 코드 없는 이어폰은 두 이어폰을 소스 장치나 서로에게 연결하는 코드가 없으며, 블루투스와 같은 무선 기술을 통해 오디오를 수신한다. 역사적으로 '무선(wireless)'은 무선 수신기(라디오)에 대한 연결을 의미했다.
일부 모델에서는 두 오디오 스트림이 하나의 이어폰으로 전송되고, 해당 이어폰이 나머지 스트림을 다른 이어폰으로 전달한다. 다른 모델에서는 각 이어폰이 소스 장치에서 직접 오디오 스트림을 수신한다. 전자의 방식은 기존 시스템과 호환된다는 장점이 있는 반면, 후자의 방식은 하나의 오디오 스트림을 전달해야 하는 이어폰의 전력 소모가 적다는 장점이 있다.
두 이어폰 간의 연결 또한 무선인 경우 진정한 무선 스테레오 (TWS)라고 불릴 수 있으며, 이는 더 긴 배터리 수명과 좌우 채널의 완전한 전송을 제공하여, 하나만 착용했을 때 발생할 수 있는 소스 신호 누락을 방지한다.

### 귀 적응

#### 귀를 덮는 형태 (Circumaural)

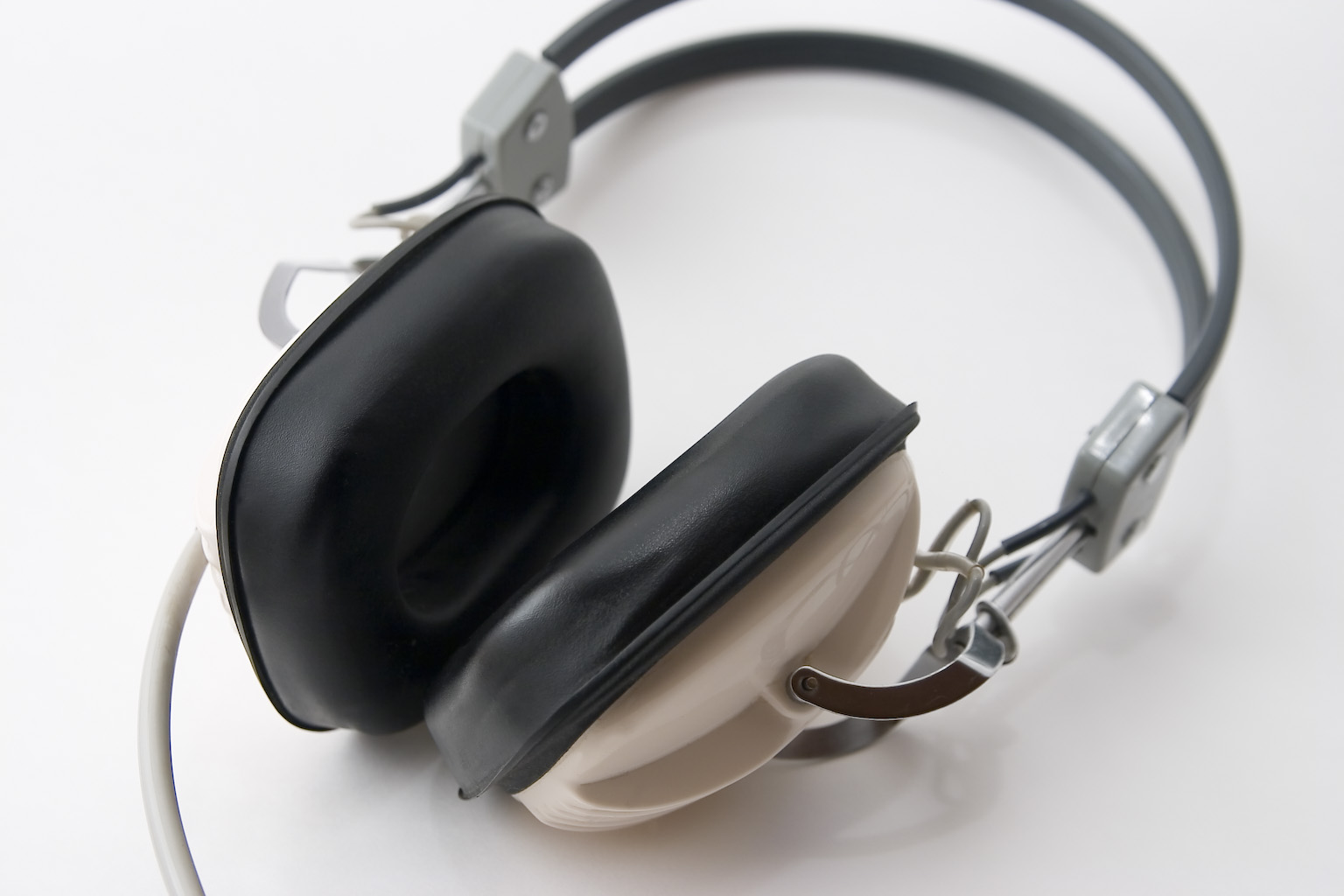
귀를 덮는 형태의 헤드폰은 귀 전체를 감싸는 큰 패드를 가지고 있다.

귀를 덮는 형태의 헤드폰 (때때로 풀 사이즈 헤드폰 또는 오버이어 헤드폰이라고도 불림)은 귀를 완전히 감싸는 원형 또는 타원형의 이어패드를 가지고 있다. 이 헤드폰은 귀를 완전히 감싸기 때문에 외부 소음을 감쇠시키기 위해 머리에 완전히 밀착되도록 설계할 수 있다. 크기 때문에 귀를 덮는 형태의 헤드폰은 무거울 수 있으며 500 그램 (1 lb)이 넘는 세트도 있다. 무게로 인한 불편함을 줄이기 위해 인체공학적 헤드밴드 및 이어패드 디자인이 필요하다. 이들은 일반적으로 녹음 시 드러머들이 사용한다.

#### 귀 위에 얹는 형태 (Supra-aural)

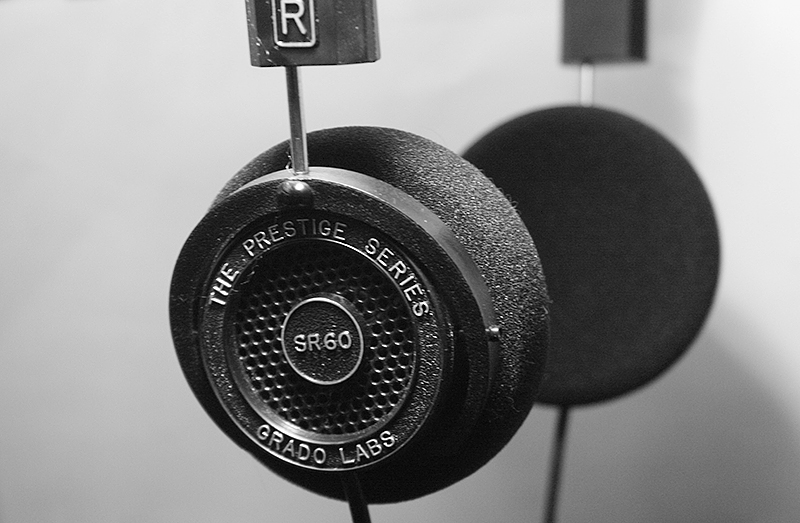
귀 위에 얹는 형태의 헤드폰

귀 위에 얹는 형태의 헤드폰 또는 온이어 헤드폰은 귀를 감싸는 대신 귀에 압력을 가하는 패드를 가지고 있다. 이들은 1980년대에 개인용 스테레오와 함께 흔히 묶음으로 판매되었다. 이 유형의 헤드폰은 일반적으로 귀를 덮는 형태의 헤드폰보다 작고 가벼워서 외부 소음 감쇠 효과가 적다. 귀 위에 얹는 형태의 헤드폰은 귀를 감싸는 형태의 헤드폰에 비해 귀에 가해지는 압력으로 인해 불편함을 유발할 수도 있다. 편안함은 이어컵 재질에 따라 달라질 수 있다.

#### 귀에 맞는 헤드폰

##### 이어폰
이어폰은 바깥귀에 직접 착용되어 바깥귀도를 향하지만 삽입되지는 않는 매우 작은 헤드폰이다. 이어폰은 휴대성이 좋고 편리하지만, 많은 사람들이 불편하다고 생각한다. 이들은 거의 음향적으로 격리되지 않아 주변 소음이 스며들 여지를 남기며, 사용자는 이를 보상하기 위해 위험할 정도로 볼륨을 높일 수 있어 청력 손실의 위험이 있다. 반면에, 이들은 사용자가 주변 환경을 더 잘 인지할 수 있게 해준다. 트랜지스터 라디오 초기부터 이어폰은 개인용 음악 장치와 함께 흔히 번들로 제공되었다. 이들은 때때로 편안함을 위해 폼 또는 고무 패드와 함께 판매된다. (최소 1984년부터 존재했던 이어버드라는 용어는 2001년 이후 애플의 MP3 플레이어의 성공과 함께 최고점에 달했다.)

##### 인이어 헤드폰

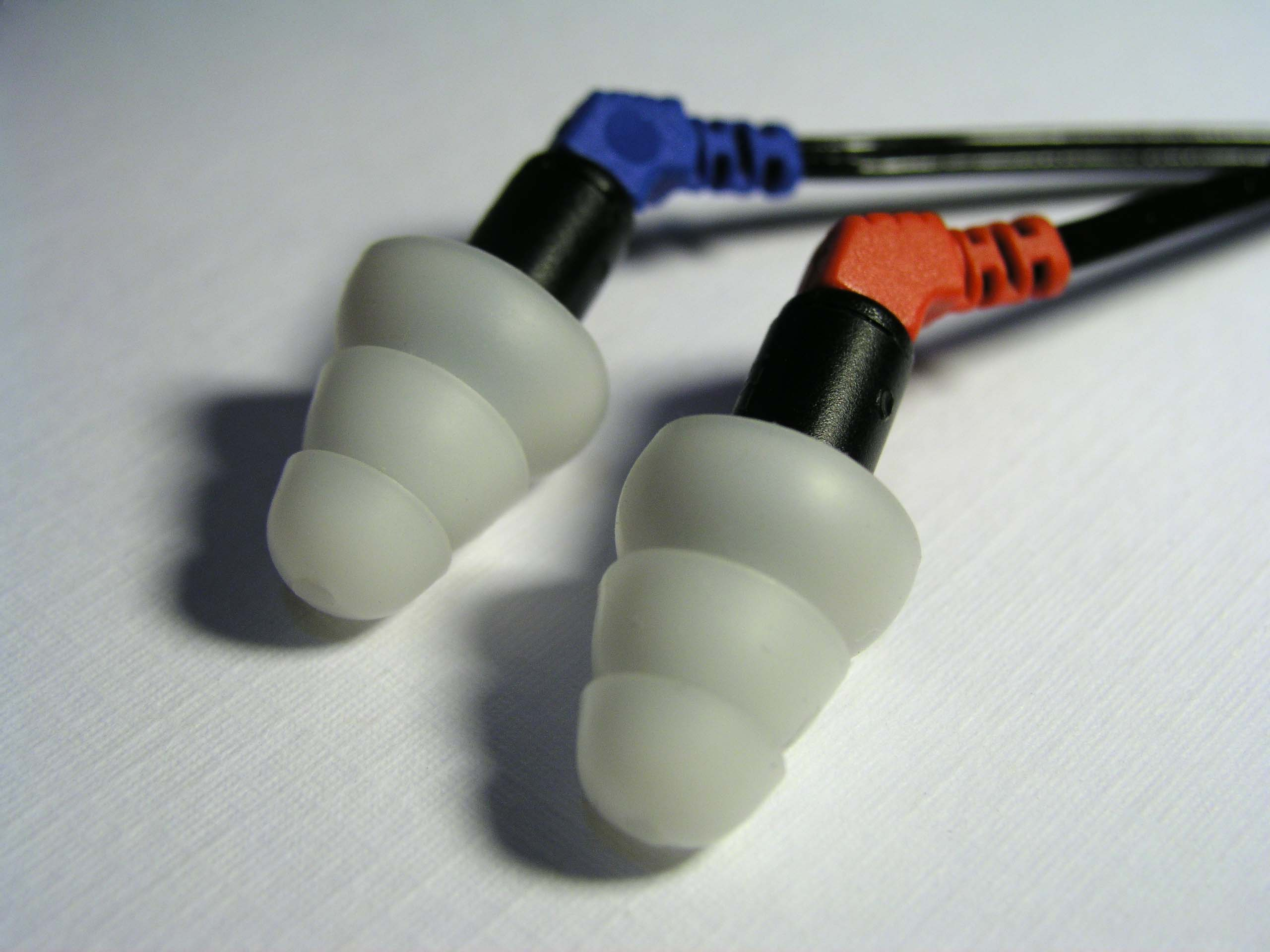
인이어 모니터는 바깥귀길로 확장되어 외부 소음을 차단한다.

인이어 헤드폰은 인이어 모니터(IEM) 또는 카날폰(canalphones)으로도 알려져 있으며, 이어버드와 유사한 휴대성을 가진 작은 헤드폰으로 바깥귀길 자체에 삽입된다. IEM은 고품질 인이어 헤드폰으로, 오디오 엔지니어와 음악가는 물론 오디오 애호가들도 사용한다.
인이어 헤드폰의 외부 셸은 플라스틱, 알루미늄, 세라믹 및 기타 금속 합금과 같은 다양한 재료로 구성된다. 인이어 헤드폰은 바깥귀길에 삽입되기 때문에 미끄러져 빠져나오기 쉬우며, 많은 환경 소음을 차단한다. 주변 환경 소리가 들리지 않는 것은 보행, 운전, 차량 통행 근처 또는 차량 내 탑승과 같이 안전이나 기타 이유로 소리가 필수적인 단서가 될 때 문제가 될 수 있다. 일부 인이어 헤드폰은 내장 마이크를 사용하여 원할 때 외부 소리를 들을 수 있도록 한다.
일반적인 또는 맞춤형 귀도 플러그는 실리콘 고무, 탄성체, 또는 폼으로 만들어진다. 저가형 장치의 이러한 플러그는 교체 가능하여, 귀도에서 빠져나가 박힐 위험이 증가한다. 맞춤형 인이어 헤드폰은 귀도의 주형을 사용하여 추가적인 편안함과 소음 차단을 제공하는 맞춤형 플러그를 제작한다.
일부 무선 이어폰에는 충전 케이스가 포함되어 있다.

### 오픈형 또는 밀폐형
귀를 덮는 형태와 귀 위에 얹는 형태의 헤드폰 모두 이어컵 유형에 따라 더 세분화될 수 있다:
오픈형
이어컵의 뒷면이 열려 있는 헤드폰. 이는 헤드폰 밖으로 소리가 더 많이 새어 나가고 주변 소음도 헤드폰 안으로 더 많이 들어오게 하지만, 환경 소리를 포함하므로 더 자연스럽거나 스피커와 같은 소리를 낸다.
세미 오픈형
오픈형 헤드폰과 밀폐형 헤드폰 사이의 절충안으로 간주될 수 있는 디자인을 가지고 있다. 일부는 "세미 오픈"이라는 용어가 순전히 마케팅 목적이라고 생각한다. 세미 오픈형 헤드폰에 대한 정확한 정의는 없다. 오픈형 접근 방식은 진동판의 바깥쪽에 소리를 차단하는 거의 어떤 조치도 없으며, 밀폐형 접근 방식은 진동판의 바깥쪽에 실제로 밀폐된 챔버를 가지고 있는 반면, 세미 오픈형 헤드폰은 부분적으로 소리를 차단하면서 개구부나 통풍구를 통해 일부 소리를 통과시키는 챔버를 가질 수 있다.
밀폐형
밀폐형 (또는 밀봉형) 스타일은 이어컵의 뒷면이 닫혀 있다. 이들은 일반적으로 주변 소음을 어느 정도 차단한다. 밀폐형 헤드폰은 일반적으로 오픈형 헤드폰보다 더 강한 저주파수를 생성할 수 있다.

### 헤드셋

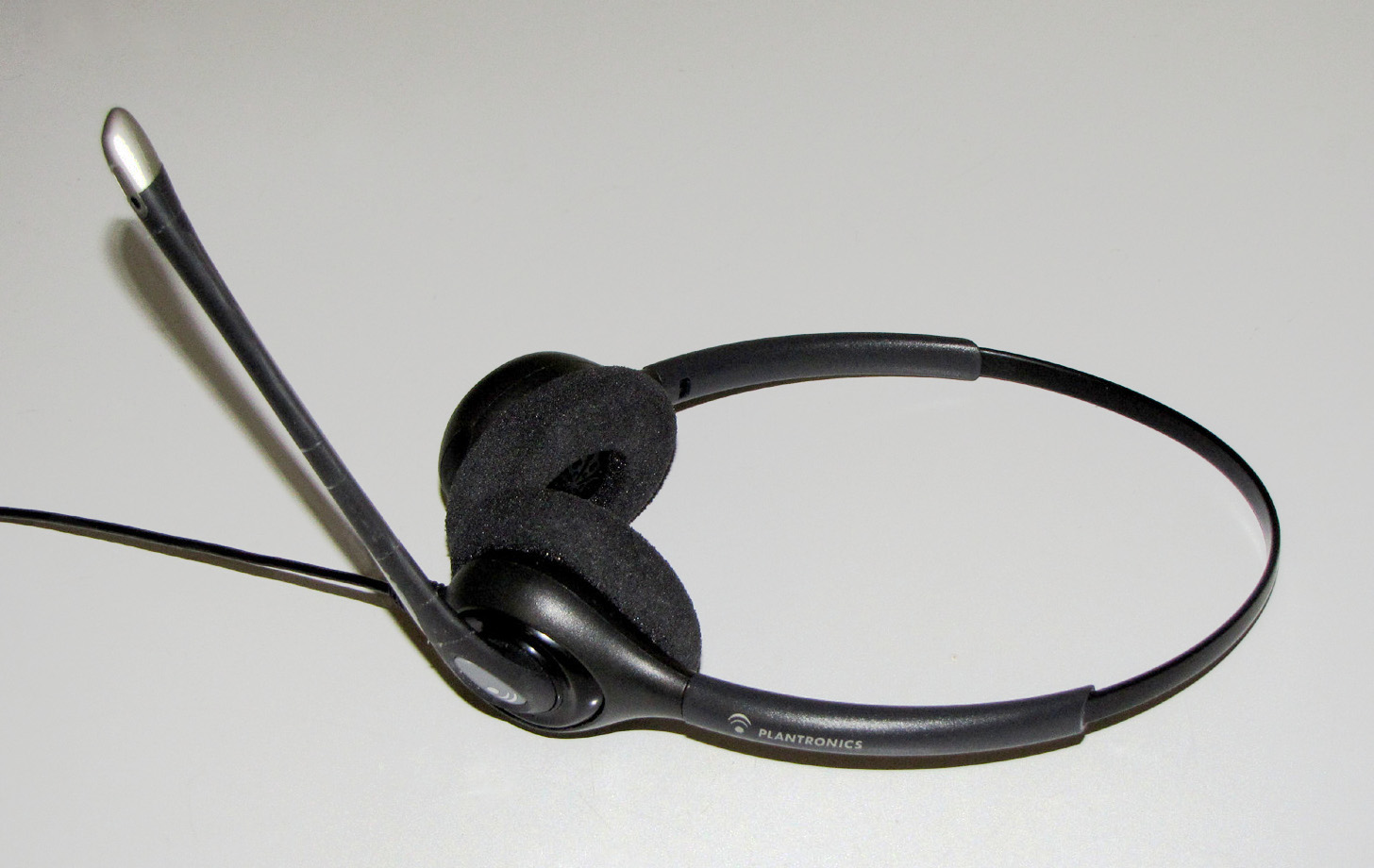
보이스 챗에 사용되는 일반적인 헤드셋 예시

헤드셋은 헤드폰과 마이크로폰이 결합된 형태이다. 헤드셋은 전화 핸드셋과 동일한 기능을 제공하며, 핸즈프리 조작이 가능하다. 전화 사용 외에 헤드셋의 응용 분야로는 항공, 극장 또는 텔레비전 스튜디오 인터콤 시스템, 콘솔 또는 PC 게임 등이 있다. 헤드셋은 단일 이어피스(모노) 또는 이중 이어피스(양쪽 귀에 모노 또는 스테레오)로 제작된다. 헤드셋의 마이크 암은 마이크가 사용자 입 앞에 고정되는 외부 마이크 유형이거나, 마이크가 이어피스 내부에 수납되고 속이 빈 튜브를 통해 음성이 전달되는 음성 튜브 유형이 있다.

#### 전화 헤드셋

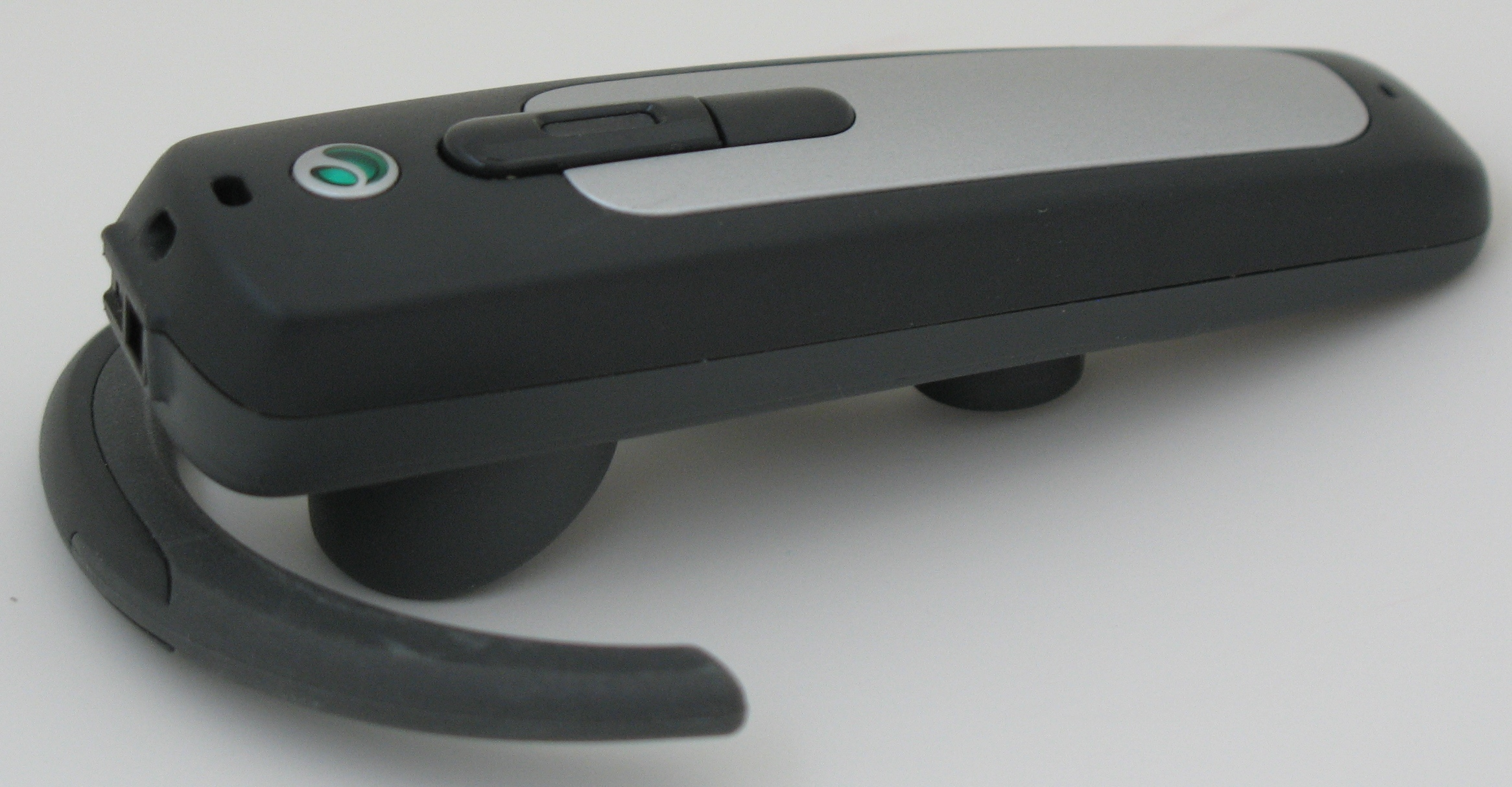
소니 에릭슨 무선 블루투스 헤드셋

전화 헤드셋은 유선 전화 시스템에 연결된다. 전화 헤드셋은 전화의 핸드셋을 대체하여 작동한다. 표준 유선 전화용 헤드셋은 일반적으로 RJ-9 커넥터라고 불리는 표준 4P4C 커넥터가 장착되어 있다. 많은 DECT 전화 및 기타 응용 분야를 위한 2.5mm 잭 소켓이 있는 헤드셋도 사용할 수 있다. 무선 블루투스 헤드셋도 사용할 수 있으며, 종종 휴대 전화와 함께 사용된다. 헤드셋은 특히 콜 센터 직원과 같이 전화 사용량이 많은 직업에서 널리 사용된다. 또한 양손을 자유롭게 사용하여 전화 통화를 하고 싶은 사람이라면 누구든지 사용한다.
구형 전화기 모델의 경우, 헤드셋 마이크의 임피던스가 원래 핸드셋과 다르기 때문에 전화 헤드셋용 전화 앰프가 필요하다. 전화 앰프는 전화 헤드셋 어댑터와 유사한 기본적인 핀 정렬을 제공하지만, 마이크와 스피커 모두에 대한 음성 증폭도 제공한다. 대부분의 전화 앰프 모델은 스피커와 마이크 모두에 대한 볼륨 조절, 음소거 기능, 헤드셋과 핸드셋 간 전환 기능을 제공한다. 전화 앰프는 배터리 또는 AC 어댑터로 전원을 공급받는다.

#### 통신 헤드셋

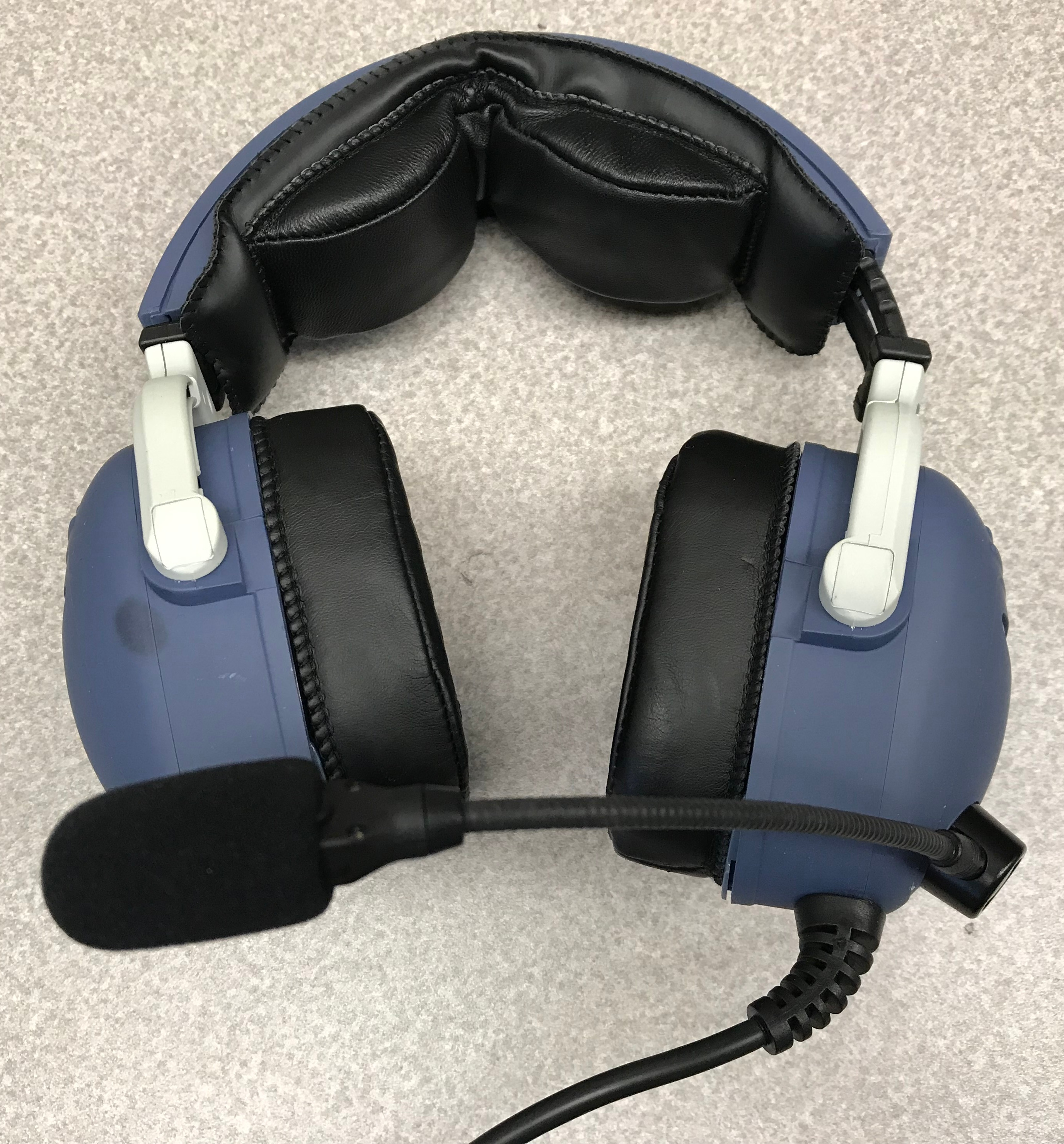
항공 헤드셋

통신 헤드셋은 양방향 통신에 사용되며 일반적으로 헤드폰과 부착된 마이크로폰으로 구성된다. 이러한 헤드셋은 항공, 군사, 스포츠, 음악 및 많은 서비스 지향 분야와 같은 다양한 직업에서 사용된다. 사용 목적, 필요한 소음 감쇠, 필요한 통신 충실도에 따라 다양한 모양과 크기로 제공된다.

## 주변 소음 감소
주변의 원치 않는 소리는 수동 소음 차단 방식으로 귀에서 소리를 차단하거나, 격리와 함께 또는 격리와 연계하여 능동 노이즈 캔슬링 방식으로 줄일 수 있다.

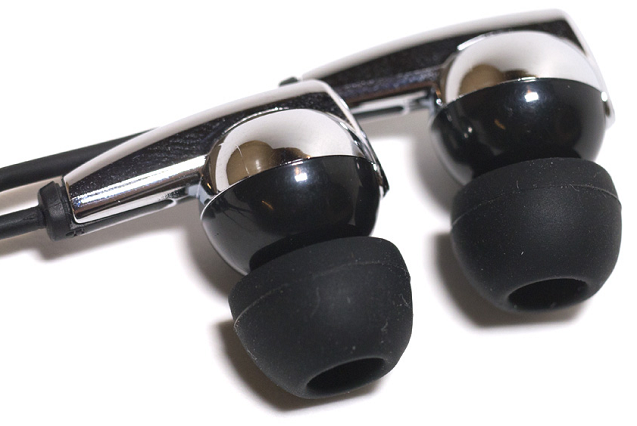
인이어는 소음 차단에 좋은 종류 중 하나이다.

수동 소음 차단은 본질적으로 이어폰 본체를 귀 위 또는 귀 안에 사용하여 소리를 단순히 차단하는 수동 귀마개 역할을 하는 것이다. 가장 많은 감쇠를 제공하는 헤드폰 유형은 인이어 카날 헤드폰과 밀폐형 헤드폰으로, 귀를 덮는 형태와 귀 위에 얹는 형태 모두 해당된다. 오픈형 및 이어버드 헤드폰은 어느 정도 수동 소음 차단을 제공하지만 다른 유형보다 훨씬 적다. 일반적인 밀폐형 헤드폰은 8~12dB, 인이어는 10~15dB 정도를 차단한다. 일부 모델은 드럼 소리를 최대한 줄이면서 녹음된 소리를 모니터링하기 위해 드러머를 위해 특별히 설계되었다. 이러한 헤드폰은 주변 소음을 약 25dB 정도 줄여준다고 주장한다.
능동 노이즈 캔슬링 헤드폰은 마이크로폰, 앰프, 스피커를 사용하여 주변 소음을 위상이 반전된 형태로 수집, 증폭 및 재생한다. 이는 마이크로폰이 포착하고 반전시키지 않는 원하는 소스에는 영향을 주지 않으면서 주변의 원치 않는 소음을 어느 정도 상쇄한다. 이들은 회로를 구동하기 위해 일반적으로 배터리와 같은 전원이 필요하다. 능동 노이즈 캔슬링 헤드폰은 주변 소음을 20dB 이상 감쇠시킬 수 있지만, 능동 회로는 날카로운 소리나 목소리보다는 주로 일정한 소리 및 저주파수에서 효과적이다. 일부 노이즈 캔슬링 헤드폰은 주로 항공기, 기차, 자동차의 저주파수 엔진 및 이동 소음을 줄이기 위해 설계되었으며, 다른 유형의 소음이 있는 환경에서는 효과가 덜하다.

## 트랜스듀서 기술
헤드폰은 다양한 유형의 트랜스듀서를 사용하여 전기 신호를 소리로 변환한다.

### 가동 코일형

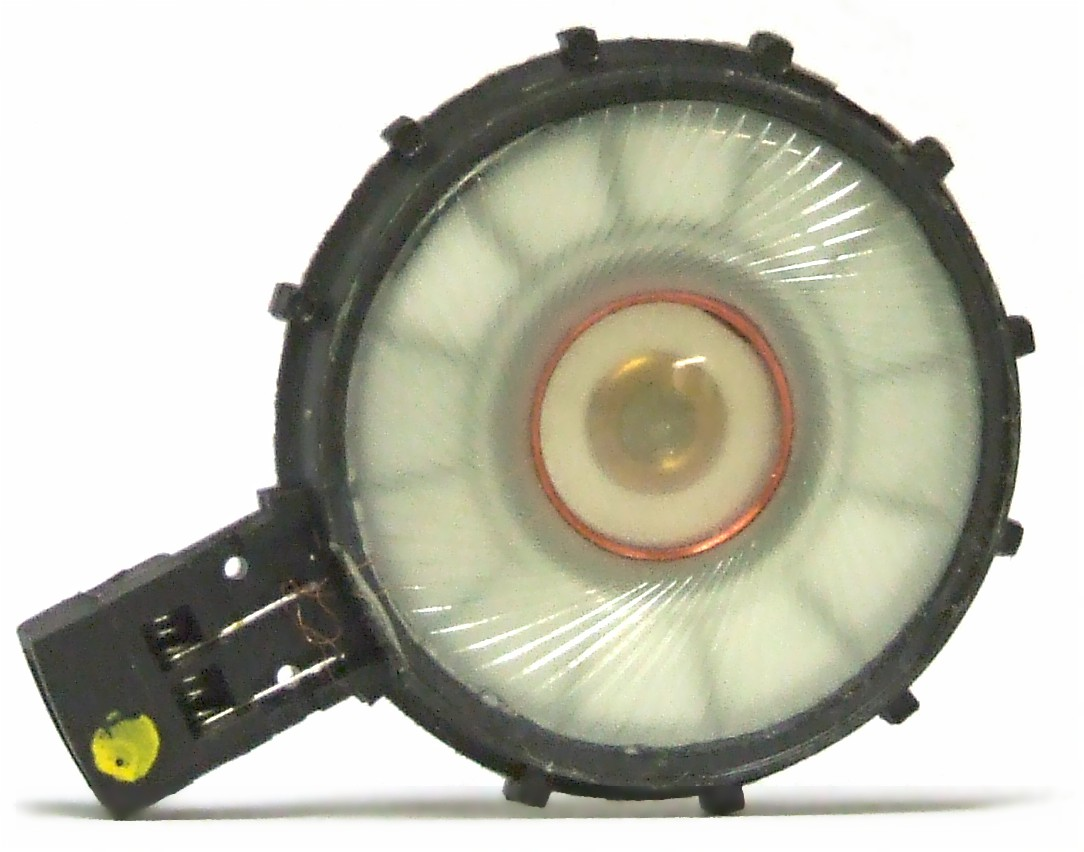
일반적인 가동 코일형 헤드폰 트랜스듀서

가동 코일형 드라이버는 흔히 "다이내믹" 드라이버로 불리며, 헤드폰에서 가장 흔하게 사용되는 유형이다. 이는 헤드폰 프레임에 고정된 정지형 자석 요소로 구성되어 정적 자기장을 형성한다. 헤드폰의 자석은 일반적으로 페라이트 또는 네오디뮴으로 구성된다. 가벼운 코일의 와이어인 음성 코일은 자석의 자기장 내에 매달려 있으며, 일반적으로 가볍고 강성 대 질량비가 높은 셀룰로스, 고분자, 탄소 소재, 종이 등으로 제작된 진동판에 부착된다. 오디오 신호의 가변 전류가 코일을 통과하면, 정적 자기장에 반응하는 가변 자기장을 생성하여 코일과 부착된 진동판에 가변적인 힘을 가하여 진동하게 만든다. 진동하는 진동판은 공기를 밀어내어 음파를 생성한다.

### MEMS
틀:프로모션 섹션

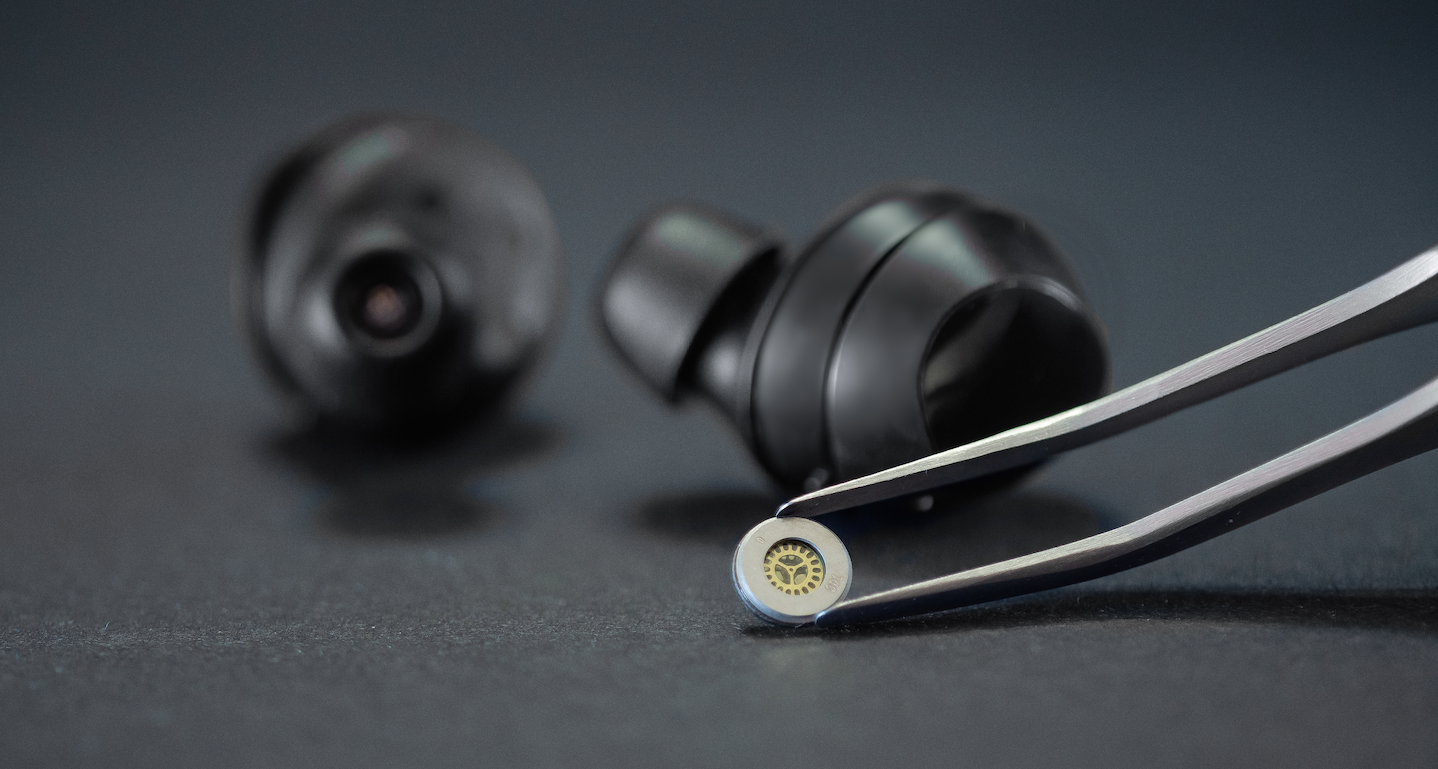
MEMS 스피커

MEMS (미세 전기 기계 시스템) 스피커 기술은 휴대용 오디오 장치 분야에서 혁신적인 발전을 대표한다. 이 스피커들은 반도체 제조 기술을 사용하여 제작되며, 실리콘 기판에 압전 액추에이터를 통합하여 초박형, 경량, 전력 효율적인 오디오 트랜스듀서를 생성한다. 기존의 음성 코일 또는 균형 아마추어 스피커와 비교하여 MEMS 스피커는 훨씬 작고, 소형 디자인에 통합하기 쉬우며, 현대 소비자 전자제품에 대한 우수한 확장성을 보여준다. MEMS 스피커 뒤에 있는 핵심 혁신은 PZT (지르코늄 티탄산 납)와 같은 압전 재료를 사용하는 데 있다. 이 재료는 정확한 면외 움직임을 통해 소리를 생성할 수 있게 한다. 이러한 재료는 액추에이터가 고력, 대변위 진동을 생성하도록 하여 단일의 소형 트랜스듀서에서 깊은 저음과 선명한 고음을 가능하게 한다. MEMS 스피커는 또한 전력 소모가 적고 표면 실장 기술(SMT)을 사용하여 납땜할 수 있어 고급 장치에 통합이 간편하다.
MEMS 스피커 기술의 응용 분야는 다양한 부문에 걸쳐 있다. 소비자 전자제품에서 MEMS 스피커는 고해상도 오디오, 투명성 기능, 초음파 기능을 제공하는 진정한 무선 스테레오(TWS) 이어폰, 웨어러블, 스마트 안경에 자연스럽게 들어맞는다. 이들은 또한 보청기, 특히 경미한 청력 손실을 위해 설계된 모델에서 중요한 역할을 한다. 헬스케어 분야에서는 MEMS 스피커가 MRI 호환 헤드폰을 가능하게 하며, 산업 응용 분야에서는 고성능 MEMS 마이크로폰 테스트에 활용된다. 작고 효율적인 오디오 솔루션에 대한 수요가 증가함에 따라 MEMS 스피커는 휴대용 오디오 표준을 재정의하며 전통적인 기술에 대한 확장 가능하고 다재다능한 대안을 제공할 준비가 되어 있다.

### 정전형

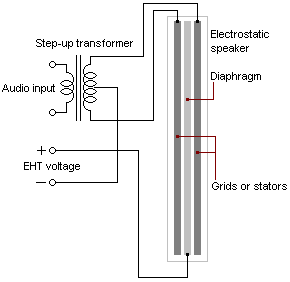
정전형 스피커 다이어그램

정전형 드라이버는 얇고 전기적으로 충전된 진동판(일반적으로 코팅된 PET 필름 멤브레인)이 두 개의 천공된 금속판(전극) 사이에 매달려 있는 구조로 구성된다. 전기 소리 신호는 전극에 인가되어 전기장을 생성한다. 이 전기장의 극성에 따라 진동판이 한쪽 판으로 끌려간다. 공기는 천공을 통해 밀려나며, 지속적으로 변화하는 전기 신호가 멤브레인을 구동하면서 음파가 생성된다. 정전형 헤드폰은 일반적으로 가동 코일형 헤드폰보다 비싸고 비교적 드물다. 또한, 멤브레인을 편향시키기 위해 신호를 증폭하는 특수 앰프가 필요한데, 이는 종종 100~1,000볼트 범위의 전기 전위를 요구한다.
극도로 얇고 가벼운 진동판 멤브레인(종종 몇 마이크로미터 두께)과 움직이는 금속 부품이 전혀 없기 때문에, 정전형 헤드폰의 주파수 응답은 일반적으로 약 20kHz의 가청 한계를 훨씬 넘어선다. 높은 주파수 응답은 저음-중음역 왜곡 수준이 가청 주파수 대역의 상단까지 유지된다는 것을 의미하며, 이는 일반적으로 가동 코일 드라이버에서는 그렇지 않다. 또한, 가동 코일 드라이버에서 고주파수 영역에서 정기적으로 나타나는 주파수 응답 피크도 없다. 잘 설계된 정전형 헤드폰은 다른 유형보다 훨씬 더 나은 음질을 생성할 수 있다.
정전형 헤드폰은 100V에서 1kV 이상의 전압을 생성하는 전원이 필요하며, 사용자의 머리에 착용된다. 절연체의 발명 이후로는 실제 위험은 없다. 이들은 상당한 전류를 공급할 필요가 없으므로, 고장 시 착용자에게 가해지는 전기적 위험이 더욱 제한된다.

### 일렉트릿
일렉트릿 드라이버는 정전형 드라이버와 동일한 전기기계적 방식으로 작동한다. 그러나 일렉트릿 드라이버는 영구적인 전하가 내장되어 있는 반면, 정전형은 외부 발전기에 의해 드라이버에 전하가 인가된다. 일렉트릿 및 정전형 헤드폰은 비교적 드물다. 원래의 일렉트릿은 일반적으로 정전형보다 저렴하고 기술적 능력 및 충실도가 낮았다. 2009년부터 2013년까지 승인된 특허 출원에서는 "플루오르화 사이클릭 올레핀 일렉트릿 필름"과 같은 다른 재료를 사용하여 주파수 응답 차트 판독값이 100dB에서 50kHz에 도달할 수 있음을 보여준다. 이러한 새로운 개선된 일렉트릿이 기존의 돔 헤드폰 드라이버와 결합될 때, 일본 오디오 협회에 의해 Hi Res Audio 프로그램에 합류할 가치가 있다고 인정되는 헤드폰이 생산될 수 있다. 미국 특허 8,559,660 B2. 7,732,547 B2. 7,879,446 B2. 7,498,699 B2.

### 평판형 자력식
평판형 자력식(또는 오쏘다이내믹) 헤드폰은 정전형 헤드폰과 유사한 기술을 사용하지만 몇 가지 근본적인 차이가 있다. 이들은 평판형 자력식 스피커와 유사하게 작동한다.
평판형 자력식 드라이버는 내장된 와이어 패턴을 포함하는 비교적 큰 멤브레인으로 구성된다. 이 멤브레인은 두 세트의 영구적이고 반대 방향으로 정렬된 자석 사이에 매달려 있다. 멤브레인에 내장된 와이어를 통해 전류가 흐르면, 영구 자석의 자기장과 반응하는 자기장이 생성되어 멤브레인에 움직임을 유도하고 소리를 생성한다.

### 균형 잡힌 전기자형
균형 잡힌 전기자는 다른 많은 자기 트랜스듀서 시스템의 진동판에 가해지는 스트레스를 제거하여 요소의 전기적 효율을 높이는 것을 주된 목적으로 하는 소리 트랜스듀서 설계이다. 왼쪽 다이어그램에 개략적으로 나와 있듯이, 이는 영구 자석의 자기장 내에서 움직일 수 있도록 회전하는 움직이는 자기 전기자로 구성된다. 자기장 중앙에 정확히 위치하면 전기자에 순힘이 작용하지 않아 '균형 잡힌'이라는 용어가 붙었다. 오른쪽 다이어그램에 설명된 바와 같이, 코일에 전류가 흐르면 전기자가 한쪽 방향으로 자화되어 축을 중심으로 약간 회전하여 진동판을 움직여 소리를 만든다.

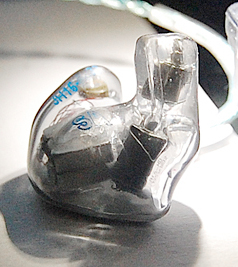
3방향 크로스오버 구성(저음 4개/중음 2개/고음 2개)으로 8개의 밸런스드 아마추어를 사용하는 커스텀 인이어 모니터. 헤드폰 디자인은 종종 여러 개의 밸런스드 아마추어를 사용하여 더 높은 충실도 사운드를 제공한다.

이 디자인은 기계적으로 안정적이지 않다. 약간의 불균형만 있어도 전기자가 자석의 한 극에 달라붙게 된다. 전기자를 '균형' 위치에 유지하려면 상당히 강한 복원력이 필요하다. 이것이 효율성을 감소시키지만, 이 디자인은 다른 어떤 것보다 적은 전력으로 더 많은 소리를 생성할 수 있다. 1920년대에 볼드윈 운모 진동판 라디오 헤드폰으로 대중화된 균형 아마추어 트랜스듀서는 제2차 세계 대전 동안 군용 음성 구동 전화에 사용되기 위해 개선되었다. 이들 중 일부는 좁은 대역폭 음성 신호에 대해 20%에서 40% 범위의 놀라운 전기-음향 변환 효율을 달성했다.
오늘날 이들은 주로 인이어 헤드폰과 보청기에만 사용되는데, 이는 높은 효율성과 작은 크기가 큰 장점이기 때문이다. 이들은 일반적으로 청각 스펙트럼의 극단(예: 20Hz 미만 및 16kHz 초과)에서는 제한되며, 잠재력을 최대한 발휘하려면 다른 유형의 드라이버보다 더 나은 밀봉이 필요하다. 고급 모델은 수동 크로스오버 네트워크를 사용하여 주파수 범위를 분할하는 여러 아마추어 드라이버를 사용할 수 있다. 일부는 증가된 저음 출력을 위해 아마추어 드라이버와 작은 움직이는 코일 드라이버를 결합하기도 한다.
초기 라디오 수신기용 스피커는 콘에 밸런스드 아마추어 드라이버를 사용했다.

### 열음향 기술
열음향 효과는 도체의 오디오 주파수 줄 가열로부터 소리를 생성하는 것으로, 자성 현상이 아니며 스피커를 진동시키지 않는다.
2013년 칭화대학교 연구 그룹은 열음향 메커니즘을 기반으로 한 탄소 나노튜브 얇은 실 이어폰을 시연했다. 제작된 CNT 얇은 실 이어폰에는 CNT 얇은 실 열음향 칩이라는 작동 요소가 있다. 이러한 칩은 실리콘 웨이퍼에 지지된 CNT 얇은 실 배열 층으로 구성되며, CNT 실에서 기판으로의 열 누출을 억제하기 위해 마이크로 제작 방법을 통해 웨이퍼에 특정 깊이의 주기적인 홈이 만들어진다.

### 기타 트랜스듀서 기술
헤드폰에 훨씬 덜 일반적으로 사용되는 트랜스듀서 기술에는 하일의 에어 모션 트랜스포머(AMT); 압전 필름; 리본 평판형 자기; 자기변형; 그리고 플라스마 또는 이온이 있다. 최초의 하일 AMT 헤드폰은 ESS 연구소에서 판매되었으며, 본질적으로 회사 스피커 중 하나에서 풀 레인지로 구동되는 ESS AMT 트위터였다. 21세기 이후, 스위스의 Precide만이 AMT 헤드폰을 제조했다. 압전 필름 헤드폰은 파이오니어에서 처음 개발되었으며, 그들의 두 모델은 평평한 필름 시트를 사용하여 공기 이동의 최대 부피를 제한했다. 현재 TakeT는 AMT 트랜스듀서와 유사한 모양의 압전 필름 헤드폰을 생산하지만, Precide 드라이버와 마찬가지로 진동판의 트랜스듀서 접힘 크기가 다양하다. 또한 전용 트위터/슈퍼트위터 패널을 포함하여 2웨이 디자인을 통합한다. 진동판의 접힌 모양은 더 넓은 표면적을 가진 트랜스듀서가 더 작은 공간 제약 내에 들어갈 수 있도록 한다. 이는 트랜스듀서의 각 편향에서 이동할 수 있는 총 공기 부피를 증가시킨다.
자기변형 헤드폰은 때때로 본폰(Bonephones)이라는 이름으로 판매되며, 머리 측면에 진동하여 골전도를 통해 소리를 전달한다. 이는 귀가 막히지 않아야 하는 상황이나 청각 신경계에 영향을 미치지 않는 이유로 귀먹음을 겪는 사람들에게 특히 유용하다. 하지만 자기변형 헤드폰은 귀의 정상적인 작동에 의존하는 기존 헤드폰에 비해 충실도 면에서 제한적이다. 또한, 1980년대 중반, 프랑스 회사인 오디오 레퍼런스(Audio Reference)는 앙리 봉다르(Henri Bondar)가 발명한 플라스마소닉(Plasmasonic) 플라스마 헤드폰을 판매하려고 시도했다. 현재 작동하는 예는 남아 있지 않다. 헤드폰의 공기 부피가 작기 때문에 플라스마 또는 이온 트랜스듀서는 풀 레인지 드라이버가 될 수 있지만, 필요한 고온 및 고전압으로 인해 매우 드물다.

## 장점과 한계

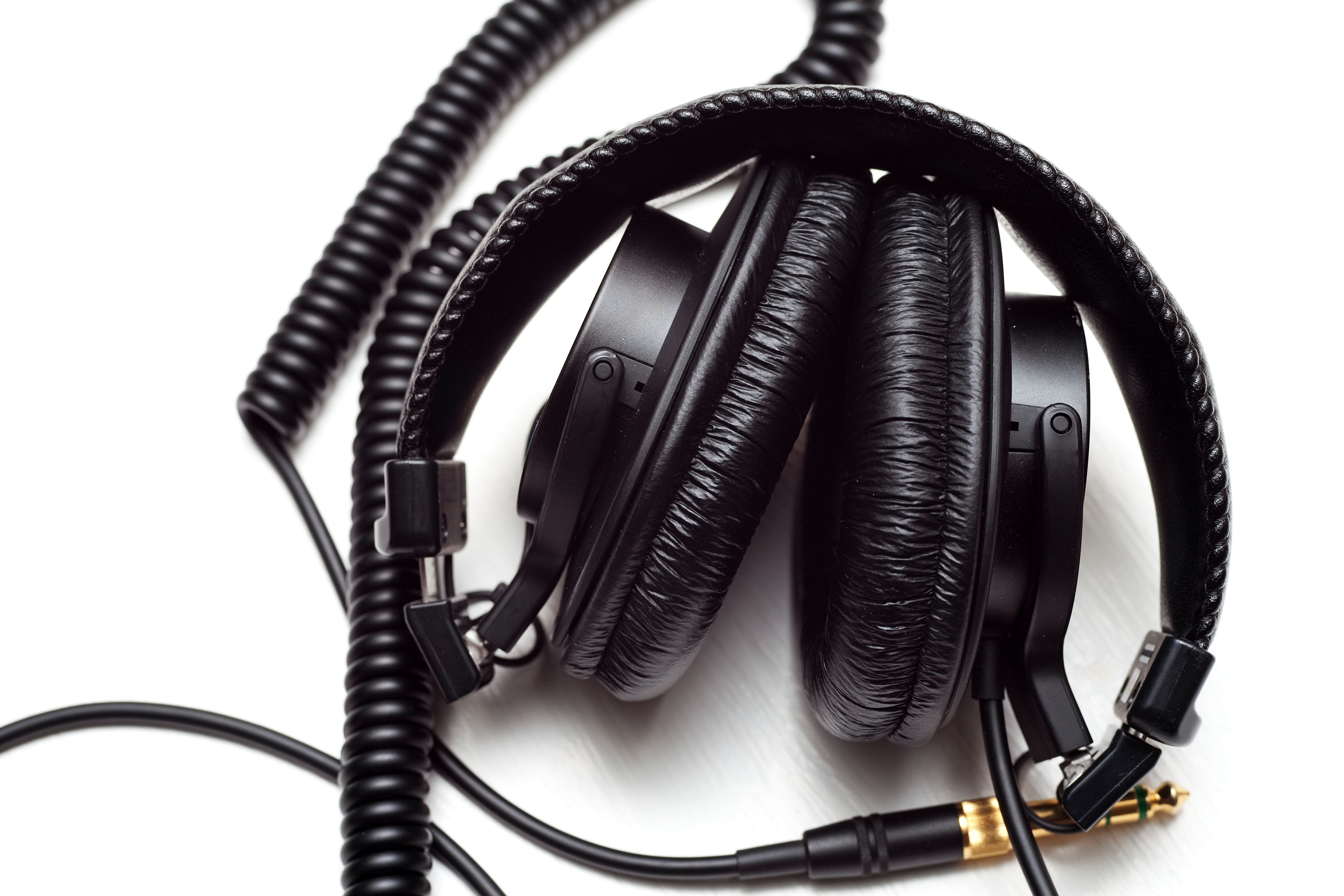
소니 MDR-7506 헤드폰, 수납된 상태

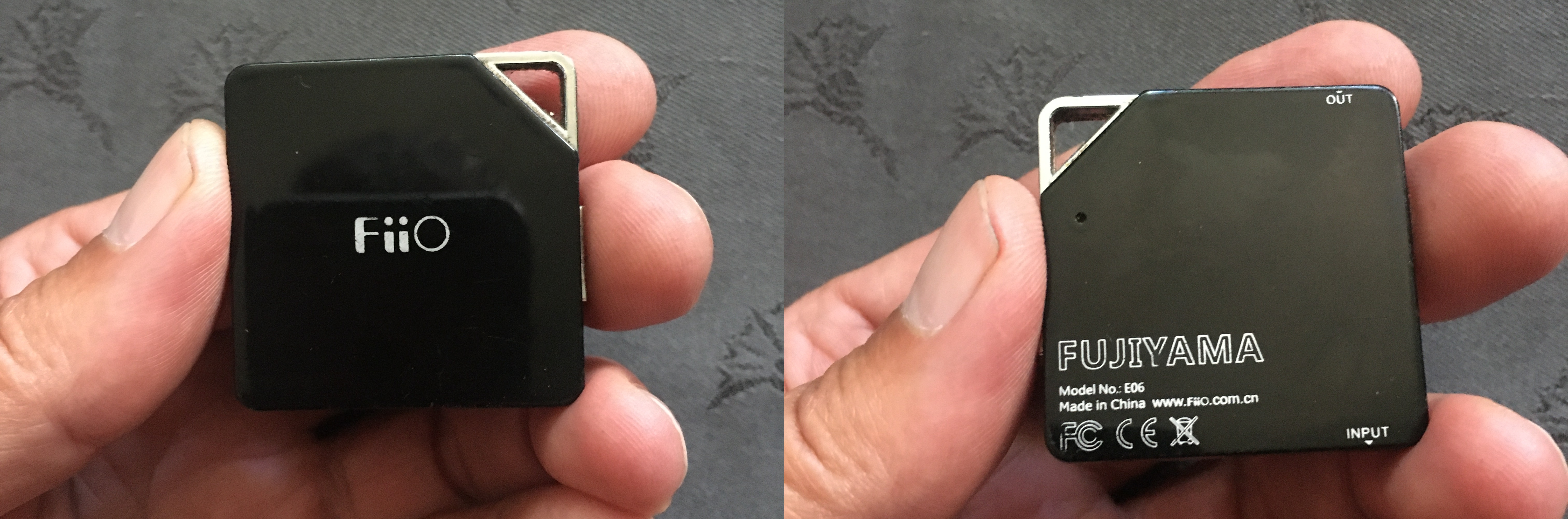
스마트폰 등의 헤드폰 출력 전력을 증폭시키는 마이크로 오디오 앰프. 예를 들어 스마트폰 내장 볼륨 제한을 보정하는 데 사용되지만, 더 높은 볼륨 수준은 귀 손상으로 이어질 수 있다.

헤드폰은 다른 사람들이 소리를 듣는 것을 막을 수 있는데, 이는 프라이버시를 위해서나 공공 도서관에서 듣는 것처럼 다른 사람들을 방해하지 않기 위함이다. 또한 비슷한 가격대의 스피커보다 더 높은 수준의 음질을 제공할 수 있다. 이러한 능력의 일부는 헤드폰에 룸 어쿠스틱 처리가 필요 없다는 점에서 비롯된다. 고품질 헤드폰은 20Hz까지의 저주파수 응답이 3dB 이내로 극도로 평탄할 수 있다. 스피커는 저주파수를 재생하기 위해 비교적 큰(종종 15인치 또는 18인치) 스피커 드라이버를 사용해야 하는 반면, 헤드폰은 단 40-50밀리미터 너비의 스피커 드라이버(또는 인이어 모니터 헤드폰의 경우 훨씬 작게)로 저음과 서브베이스 주파수를 정확하게 재생할 수 있다. 헤드폰의 인상적인 저주파수 성능은 귀에 훨씬 더 가까이 있기 때문에 상대적으로 적은 양의 공기만 움직이면 되기 때문에 가능하다.
'주파수 응답 4Hz ~ 20kHz'와 같은 마케팅 문구는 대개 과장된 것이다. 20Hz 이하의 주파수에서 제품의 응답은 일반적으로 매우 작다.
헤드폰은 3D 위치 오디오 처리 알고리즘을 사용하는 비디오 게임에도 유용하다. 이는 플레이어가 화면 밖의 음원 (예: 상대방의 발자국 소리나 총성)의 위치를 더 잘 판단할 수 있게 해주기 때문이다.
현대 헤드폰은 워크맨 출시 이후 스테레오 녹음을 듣기 위해 특히 널리 판매되고 사용되어 왔지만, 스테레오 사운드 재생의 본질에 대해서는 주관적인 논쟁이 있다. 스테레오 녹음은 두 채널 간의 소리 볼륨 및 위상 차이를 통해 수평적 깊이 신호 (스테레오 분리)의 위치를 나타낸다. 두 스피커에서 나오는 소리가 섞일 때, 뇌가 방향을 찾는 데 사용하는 위상 차이가 생성된다. 대부분의 헤드폰을 통해서는 오른쪽 및 왼쪽 채널이 이런 방식으로 결합되지 않기 때문에, 팬텀 센터의 환상이 상실된 것으로 인지될 수 있다. 하드 패닝된 소리도 한쪽에서가 아니라 한쪽 귀에서만 들린다.
바이노럴 레코딩은 2kHz 이하에서 진폭 차이가 거의 없이 방향을 직접 위상으로 인코딩하기 위해 다른 마이크 기술을 사용하며, 종종 더미 헤드를 사용한다. 이들은 헤드폰을 통해 놀랍도록 생생한 공간적 인상을 생성할 수 있다. 상업용 녹음은 스피커 청취가 헤드폰 청취보다 더 흔하기 때문에 거의 항상 바이노럴 녹음보다는 스테레오 녹음을 사용한다.
채널 간에 주파수 의존적 크로스-피드를 사용하여 헤드폰에서 스테레오 사운드의 공간 효과를 변경하여 스피커 재생의 표현에 더 잘 근사화할 수 있다.
헤드셋은 기존 전화 핸드셋보다 인체공학적 이점을 가질 수 있다. 이들은 콜 센터 상담원이 수화기를 손으로 잡거나 옆으로 머리를 기울여 받칠 필요 없이 더 나은 자세를 유지할 수 있도록 한다.

## 건강 및 안전

### 위험 및 위험 요소

제품 테스트 - 무향실의 헤드폰

헤드폰을 충분히 높은 음량 수준으로 사용하면 일시적 또는 영구적인 청력 손상이나 귀먹음을 유발할 수 있다. 헤드폰 볼륨은 특히 지하철역, 항공기, 대규모 인파와 같은 시끄러운 장소에서 배경 소음과 경쟁해야 하는 경우가 많다. 높은 볼륨 설정에서 헤드폰이 생성하는 높은 음압 수준에 장시간 노출되면 청각에 해로울 수 있다. 중·고소득 국가의 청소년과 젊은 성인(12세~35세)의 거의 50%가 개인 오디오 장치와 스마트폰에서 안전하지 않은 수준의 소리를 듣는다. 그러나 한 청각 전문가는 2012년 (스마트폰이 주요 개인 청취 장치로 전 세계적으로 채택되기 전) "사용자의 5% 미만이 청력 손실 위험을 감수할 만큼 충분히 자주 볼륨 수준을 선택하고 청취한다"는 사실을 발견했다. 국제전기통신연합은 최근 "안전한 청취 장치/시스템을 위한 지침"을 발표하여 주당 최대 40시간 동안 80 dB(A)를 초과하지 않도록 권장했다. 유럽 연합도 개인 청취 장치 사용자에게 유사한 제한(주당 최대 40시간 동안 80 dB(A))을 설정했으며, 소리 노출이 3-dB 증가할 때마다 지속 시간을 절반으로 줄여야 한다(주당 20시간 동안 83 dB(A), 주당 10시간 동안 86 dB(A), 주당 5시간 동안 89 dB(A) 등). 대부분의 주요 스마트폰 제조업체는 이제 장치에 일부 안전 또는 볼륨 제한 기능 및 경고 메시지를 포함하고 있다. 그러나 이러한 관행은 볼륨 수준을 스스로 설정하는 개인적인 선택을 선호하는 구매자층의 일부로부터 엇갈린 반응을 받았다.
헤드폰을 구동하는 장치에서 소리 볼륨을 제한하는 일반적인 방법은 출력 전력을 제한하는 것이다. 이는 헤드폰의 효율성에 따라 달라지는 바람직하지 않은 부수적인 효과를 가지고 있다. 허용되는 최대 전력을 생산하는 장치는 저효율, 고임피던스 장비와 함께 사용할 때 적절한 볼륨을 생산하지 못할 수 있는 반면, 동일한 양의 전력은 매우 효율적인 이어폰과 함께 사용할 때 위험한 수준에 도달할 수 있다.
일부 연구에서는 사람들이 격렬한 운동을 할 때 볼륨을 안전하지 않은 수준으로 높일 가능성이 더 높다는 것을 발견했다. 핀란드 연구는 운동하는 사람들이 헤드폰 볼륨을 평소 음량의 절반으로 설정하고 30분 동안만 사용해야 한다고 권장했다.
청력 위험 외에도, 헤드폰으로 시끄러운 음악을 듣는 것이 청취자의 주의를 산만하게 하여 부상 및 사고로 이어질 수 있다는 일반적인 위험이 있다. 노이즈 캔슬링 헤드폰은 추가적인 위험을 더한다. 여러 국가 및 주에서는 운전 또는 자전거를 탈 때 헤드폰 착용을 불법화했다.
에어팟과 같은 인이어 헤드폰 노출로 인한 접촉 피부염 보고도 많이 있었다. 접촉 피부염은 금, 고무, 염료, 아크릴레이트, 또는 메타크릴레이트를 함유한 인이어 헤드폰으로 인해 발생할 수 있다. 그러나 인이어 헤드폰 노출이 접촉 피부염을 유발한다는 것을 증명하는 연구는 없으며, 인이어 헤드폰 사용과 접촉 피부염 사례 간의 상관관계가 있을 뿐이다.

### 산업 보건 및 안전
헤드폰 사용으로 인한 청력 위험은 일상 업무의 일환으로 전자 또는 통신 헤드셋을 착용해야 하는 작업자 (예: 조종사, 콜 센터 및 배차 담당자, 사운드 엔지니어, 소방관 등)에게도 적용되며, 청력 손상은 노출 시간에 따라 달라진다. 국립 직업 안전 보건 연구원(NIOSH)은 8시간 근무일 동안 시간 가중 평균으로 소리 노출이 85 dB(A)를 초과하지 않도록 권장한다. NIOSH는 "시간-강도 상충 관계"라고도 불리는 3dB 교환율을 사용하는데, 이는 소리 노출 수준이 3데시벨 증가하면 노출 시간을 절반으로 줄여야 한다는 의미이다. NIOSH는 콜 센터 상담원, 소방관, 음악가 및 사운드 엔지니어와 같이 통신 헤드셋을 착용해야 하는 근로자의 청력을 보호하기 위한 여러 문서를 발표했다.

## 같이 보기
- 스피커
- MP3 플레이어
- 헤드셋
- 에어팟